# Kathedrale von Mercedes (Uruguay)

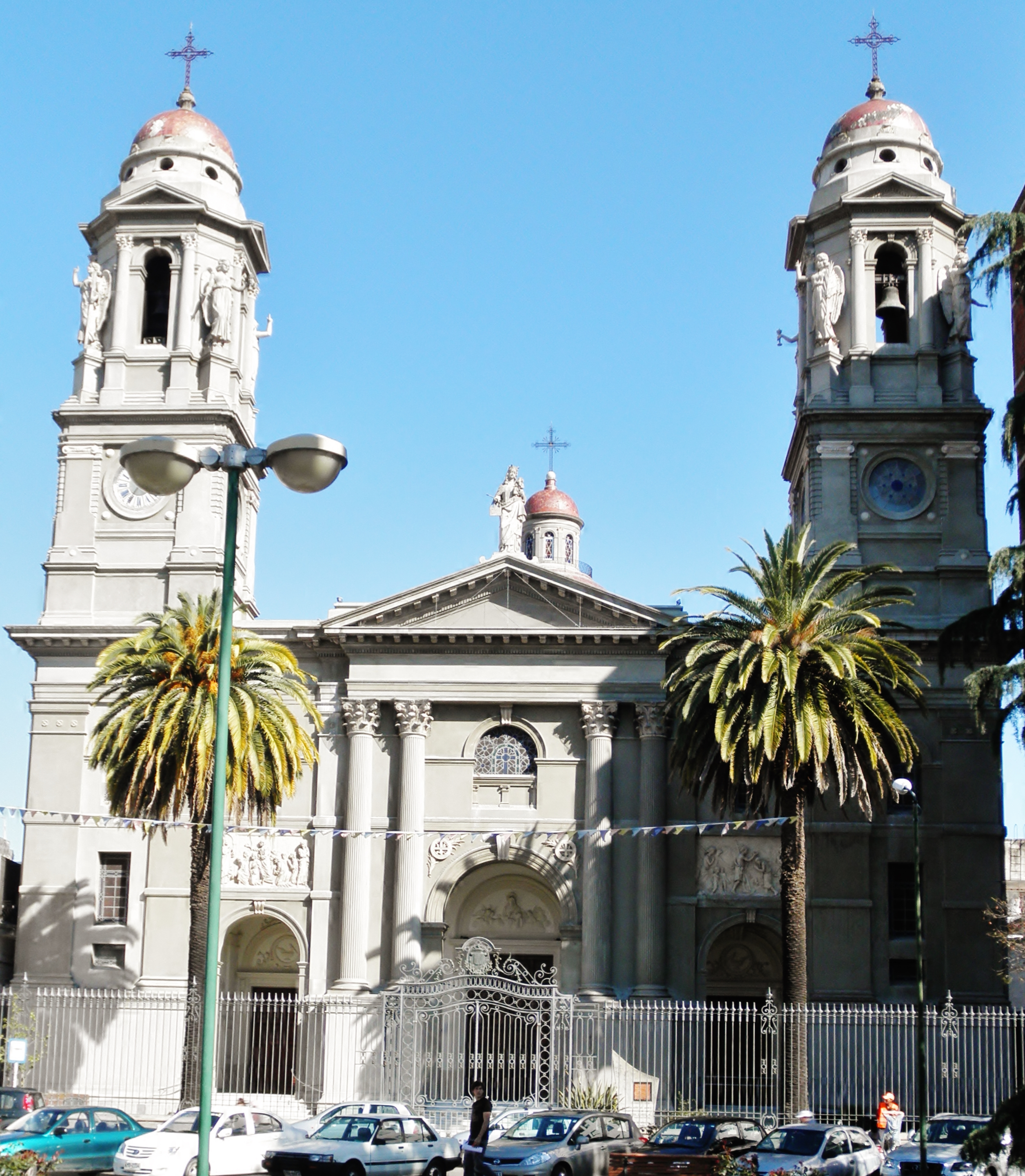
Kathedrale von Mercedes (Uruguay)

Die Kathedrale von Mercedes (spanisch Catedral de Nuestra Señora de las Mercedes) in der Stadt Mercedes im Departamento Soriano ist der Sitz des Bischofs des Bistums Mercedes.

## Lage
Die ca. 40.000 Einwohner zählende Stadt Mercedes liegt im Westen Uruguays ca. 280 km (Fahrtstrecke) nordwestlich der Landeshauptstadt Montevideo; bis zum Río Uruguay und der Grenze nach Argentinien sind es nur ca. 20 km. Die Kathedrale selbst liegt unweit des Río Negro, einem Nebenfluss des Río Uruguay im Zentrum der Altstadt in einer Höhe von ca. 30 m.

## Geschichte
Der heutige Bau entstand in der zweiten Hälfte des 19. Jahrhunderts als Pfarrkirche; eine Teilweihe erfolgte im Jahr 1868. Die Arbeiten wurden fortgesetzt und endeten schließlich im Jahr 1909 mit der Fertigstellung der beiden Glockentürme (campanarios). In den 1920er Jahren erhielt die Kirche einen neuen Fußboden. Das ca. 15.000 km² umfassende Bistum Mercedes wurde erst im Jahr 1960 durch Papst Johannes XXIII. errichtet. In den Jahren nach 2009 wurde eine grundlegende Restaurierung des Bauwerks durchgeführt.

## Architektur
Die dreischiffige spätklassizistische Kathedrale zeigt eine Doppelturmfassade mit einer dreiportaligen Eingangszone (Triumphbogenschema). Das Mittelschiff hat ein Stichkappengewölbe, wohingegen die Seitenschiffe gratgewölbt sind. Die Vierung ist durch einen durchfensterten Tambour erhöht und überkuppelt.